# Michel Pablo
Michel Pablo (Alexandria d'Egipte, 24 d'agost de 1911 - Atenes, 17 de febrer de 1996) va ser un escriptor i polític trotskista d'origen grec.
De nació grega, el seu nom real era Mikhalis N. Raptis. Graduat en urbanisme a la Politècnica d'Atenes, amplià estudis a la Sorbona. Dins el moviment trotskista, era conegut com a Pablo. Membre del grup «Spartakus», representà als trotskistes grecs en la conferència fundacional de la Quarta Internacional (París, 1938). Passà la guerra a París, on col·laborà en activitats educatives semiclandestines de la Union Communiste de Barta. El 1944 fou elegit Secretari d'Organització de l'Oficina Europea de la Quarta Internacional, i, després de la guerra, n'esdevingué secretari internacional, dins la tendència ortodoxa, al costat d'Ernest Mandel i James P. Cannon. El 1946 contribuí a la unificació del trotskisme grec. Defensà la tesi que els estats de l'Europa Oriental sota ocupació soviètica eren «estats obrers deformats», i més tard desenvolupà la teoria dels «estats obrers deformats» i l'estratègia entrista dels trotskistes per formar l'ala esquerrana dels partits estalinistes o socialdemòcrates. Des del punt de vista organitzatiu afavorí les tesis centralistes front l'autonomisme dels partits nacionals. El 1953 es produí l'escissió de la Quarta Internacional, i Pablo restà arrenglerat en el Secretariat Internacional de la Quarta Internacional, mentre els escindits creaven el Comitè Internacional de la Quarta Internacional. Pablo insistí en la importància de les lluites d'alliberament nacional, de l'alliberament de la dona i de la reivindicació de l'autogestió obrera. Arran de la reunificació de la IV Internacional el 1963, fou allunyat de la direcció i finalment l'abandonà (1965). Poc més tard, passà a Algèria, on fou ministre del govern de Ben Bella. També fou actiu en el programa d'una via xilena al socialisme de Salvador Allende. Després del cop militar del 1973, Pablo passà a Grècia. En els anys 1980 i 1990 impulsà la Tendència Marxista Revolucionària i la Tendència Marxista Revolucionària Internacional, bona part de la qual ingressà en la Quarta Internacional oficial entre el 1994 i el 1995.